# Nemacladus rigidus
Nemacladus rigidus là loài thực vật có hoa trong họ Hoa chuông. Loài này được Curran mô tả khoa học đầu tiên năm 1885.